# Triphleba vitrinervis
Triphleba vitrinervis är en tvåvingeart som först beskrevs av Malloch 1912.  Triphleba vitrinervis ingår i släktet Triphleba och familjen puckelflugor. Inga underarter finns listade i Catalogue of Life.